# Cafeteros de Yauco 2021
Questa voce raccoglie le informazioni riguardanti i Cafeteros de Yauco nelle competizioni ufficiali della stagione 2021.

## Organigramma societario
Area direttiva
- Presidente: Jorge Báez

Area tecnica
- Primo allenatore: Abel Franceschi

## Rosa
| N° | Nome                | Ruolo | Data di nascita  | Nazionalità sportiva |
| -- | ------------------- | ----- | ---------------- | -------------------- |
| 1  | Erick Ramos         | S     | 16 marzo 1996    | Porto Rico           |
| 2  | Sebastián Rivera    | C     | -                | Porto Rico           |
| 3  | Luis Ocasio         | S     | 1º aprile 1997   | Porto Rico           |
| 5  | Juan Rosa           | L     | 11 agosto 1993   | Porto Rico           |
| 6  | Jordan Barreto      | S     | 30 ottobre 1996  | Porto Rico           |
| 7  | Ismeri Rosa         | C     | 26 ottobre 1997  | Porto Rico           |
| 8  | Carlos Faccio       | P     | 14 aprile 1994   | Porto Rico           |
| 9  | Pedro Molina        | S     | 7 aprile 1999    | Porto Rico           |
| 10 | Christopher Berríos | S     | 30 gennaio 1994  | Porto Rico           |
| 11 | Ricardo Massanet    | L     | 11 gennaio 1998  | Porto Rico           |
| 12 | Sebastián Negrón    | O     | 15 febbraio 2001 | Porto Rico           |
| 13 | Jovanny Torres      | S     | 8 giugno 1999    | Porto Rico           |
| 14 | Óscar Fiorentino    | P     | 5 febbraio 1997  | Porto Rico           |
| 15 | Leemanuel Lamboy    | C     | 20 gennaio 1999  | Porto Rico           |
| 16 | Carlos Negrón       | C     | 7 luglio 2000    | Porto Rico           |

## Mercato
| Acquisti | Acquisti            | Acquisti             | Acquisti   |
| R.       | Nome                | da                   | Modalità   |
| -------- | ------------------- | -------------------- | ---------- |
| S        | Erick Ramos         | -                    | definitivo |
| C        | Sebastián Rivera    | Sagrado Corazón      | definitivo |
| S        | Luis Ocasio         | -                    | definitivo |
| L        | Juan Rosa           | Chicago Untouchables | definitivo |
| S        | Jordan Barreto      | -                    | definitivo |
| C        | Ismeri Rosa         | -                    | definitivo |
| P        | Carlos Faccio       | -                    | definitivo |
| S        | Pedro Molina        | -                    | definitivo |
| S        | Christopher Berríos | -                    | definitivo |
| L        | Ricardo Massanet    | LA Blaze             | definitivo |
| O        | Sebastián Negrón    | Católica             | definitivo |
| S        | Jovanny Torres      | -                    | definitivo |
| P        | Óscar Fiorentino    | -                    | definitivo |
| C        | Leemanuel Lamboy    | ?                    | definitivo |
| C        | Carlos Negrón       | Life                 | definitivo |

| Cessioni | Cessioni | Cessioni | Cessioni |
| R. | Nome     | a        | Modalità |
| --- | -------- | -------- | -------- |
| Non sono avvenuti movimenti di mercato in uscita perché la società è stata inattiva nella stagione precedente |          |          |          |

## Risultati

### LVSM

#### Regular season
| 1ª giornata - 17 settembre 2021 Coliseo Raúl "Pipote" Oliveras, Yauco      | Cafeteros de Yauco       | 3 - 1 | Gigantes de Carolina     | 31-29, 24-26, 25-23, 27-25        |
| 2ª giornata - 19 settembre 2021 Palacio de Recreación y Deportes, Mayagüez | Indios de Mayagüez       | 3 - 0 | Cafeteros de Yauco       | 25-16, 25-23, 25-16               |
| 3ª giornata - 24 settembre 2021 Coliseo Raúl "Pipote" Oliveras, Yauco      | Cafeteros de Yauco       | 1 - 3 | Capitanes de Arecibo     | 24-26, 23-25, 25-23, 21-25        |
| 4ª giornata - 25 settembre 2021 Coliseo Luis Aymat Cardona, San Sebastián  | Caribes de San Sebastián | 3 - 0 | Cafeteros de Yauco       | 25-18, 25-21, 25-23               |
| 5ª giornata - 30 settembre 2021 Coliseo Raúl "Pipote" Oliveras, Yauco      | Cafeteros de Yauco       | 0 - 3 | Mets de Guaynabo         | 18-25, 23-25, 19-25               |
| 6ª giornata - 2 ottobre 2021 Coliseo Gelito Ortega, Naranjito              | Changos de Naranjito     | 3 - 1 | Cafeteros de Yauco       | 25-22, 25-22, 23-25, 25-20        |
| 7ª giornata - 7 ottobre 2021 Coliseo Raúl "Pipote" Oliveras, Yauco         | Cafeteros de Yauco       | 3 - 0 | Patriotas de Lares       | 25-16, 25-16, 25-19               |
| 8ª giornata - 9 ottobre 2021 Coliseo Mario Morales, Guaynabo               | Mets de Guaynabo         | 3 - 0 | Cafeteros de Yauco       | 25-19, 25-19, 25-19               |
| 9ª giornata - 15 ottobre 2021 Coliseo Guillermo Angulo, Carolina           | Gigantes de Carolina     | 2 - 3 | Cafeteros de Yauco       | 27-25, 25-18, 22-25, 20-25, 9-15  |
| 10ª giornata - 16 ottobre 2021 Coliseo Raúl "Pipote" Oliveras, Yauco       | Cafeteros de Yauco       | 3 - 2 | Changos de Naranjito     | 27-25, 27-25, 20-25, 17-25, 16-14 |
| 11ª giornata - 22 ottobre 2021 Coliseo Raúl "Pipote" Oliveras, Yauco       | Cafeteros de Yauco       | 1 - 3 | Indios de Mayagüez       | 20-25, 21-25, 25-23, 19-25        |
| 12ª giornata - 24 ottobre 2021 Coliseo Raúl "Pipote" Oliveras, Yauco       | Cafeteros de Yauco       | 2 - 3 | Caribes de San Sebastián | 25-23, 25-23, 24-26, 11-25, 12-15 |
| 13ª giornata - 30 ottobre 2021 Coliseo Félix Méndez Acevedo, Lares         | Patriotas de Lares       | 1 - 3 | Capitanes de Arecibo     | 18-25, 14-25, 25-22, 21-25        |
| 14ª giornata - 3 novembre 2021 Coliseo Manuel Iguina, Arecibo              | Capitanes de Arecibo     | 3 - 0 | Cafeteros de Yauco       | 25-20, 25-19, 25-19               |

## Statistiche

### Statistiche di squadra
| Competizione | Punti | In casa | In casa | In casa | In trasferta | In trasferta | In trasferta | Totale | Totale | Totale |
| Competizione | Punti | G       | V       | P       | G            | V            | P            | G      | V      | P      |
| ------------ | ----- | ------- | ------- | ------- | ------------ | ------------ | ------------ | ------ | ------ | ------ |
| LVSM         | 14    | 7       | 3       | 4       | 7            | 2            | 5            | 14     | 5      | 9      |
| Totale       | -     | 7       | 3       | 4       | 7            | 2            | 5            | 14     | 5      | 9      |

G = partite giocate; V = partite vinte; P = partite perse